# Посёлок имени Крупской (Саратовская область)
Посёлок имени Крупской — населённый пункт в Ртищевском районе Саратовской области России. Входит в Урусовское муниципальное образование.

## География
Находится на расстоянии примерно 5 километров по прямой на север-северо-запад от районного центра города Ртищево.

## История
Официальная дата основания 1931 год. По другим данным, основан в 1926 году переселенцами из села Нижне-Голицыно. Входил в состав совхоза «Выдвиженец».

## Население
| 2010 |
| ---- |
| 6    |

Постоянное население составило 6 человек (русские 100 %) в 2002 году, 6 в 2010.